# Langkampfen
Langkampfen ist eine Gemeinde mit 4260 Einwohnern (Stand 1. Jänner 2024) im Bezirk Kufstein, Tirol (Österreich).

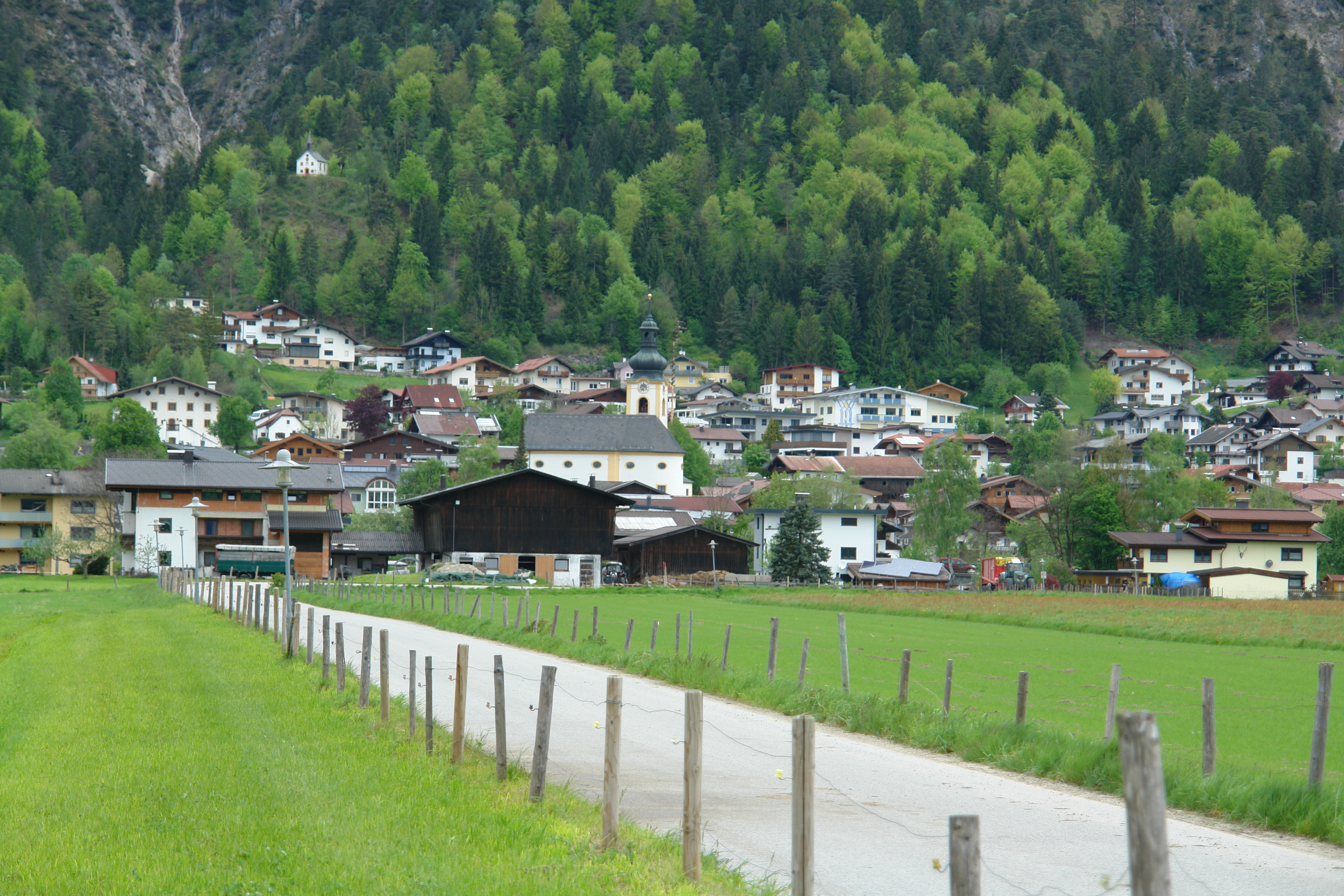
Blick auf den Ortskern von Unterlangkampfen

## Geographie
Die Gemeinde liegt im Unterinntal auf der nördlichen Innseite zwischen Kirchbichl und Kufstein. Sie gehört zum Gerichtsbezirk Kufstein. Vom Inn, der in einer Seehöhe von 500 Meter die Grenze im Südosten bildet, steigt das Gemeindegebiet nach Nordwesten zu den Brandenberger Alpen an. Die höchsten Erhebungen sind Köglhörndl (1644 m), Mittagskopf (1542 m) und Pendling (1563 m).
Die Gemeinde hat eine Fläche von 26,51 Quadratkilometer. Davon sind 23 Prozent landwirtschaftliche Nutzfläche und 55 Prozent sind bewaldet.

### Gemeindegliederung
| Katastralgemeinden      | Ortschaften in der Gemeinde |
| ----------------------- | --- |
| Langkampfen (26,52 km²) | Morsbach (ZH) Maistall (W) Pulverturm (W) Rochenbach (W) Stimmersee (R) Niederbreitenbach (D) Dornau (R) Oberlangkampfen (D) Unterlangkampfen (D) Au (R) Schaftenau (R) |
| Legende                 | |

| In der Spalte Katastralgemeinden sind sämtliche Katastralgemeinden einer Gemeinde angeführt. In der Klammer ist die jeweilige Fläche in km² angegeben. |
| In der Spalte Ortschaften sind sämtliche von der Statistik Austria erfassten Siedlungen, die auch eine eigene Ortschaftskennziffer aufweisen, angeführt. In der Hierarchieebene derselben Spalte, rechts eingerückt, werden nur Ansiedlungen, die mindestens aus mehreren Häusern bestehen, dargestellt. Die wichtigsten der verwendeten Abkürzungen sind: - M = Hauptort der Gemeinde - Stt = Stadtteil - R = Rotte - W = Weiler - D = Dorf - ZH = Zerstreute Häuser - Sdlg = Siedlung - Hgr = Häusergruppe - E = Einzelgehöft (nur wenn sie eine eigene Ortschaftskennziffer haben) Die komplette Liste der Statistik Austria ist in: Topographische Siedlungskennzeichnung nach STAT Zu beachten ist, dass manche Orte unterschiedliche Schreibweisen haben können. So können sich Katastralgemeinden anders schreiben als gleichnamige Ortschaften bzw. Gemeinden. Quelle: Statistik Austria – Liste für Tirol (PDF) |

Das Gemeindegebiet umfasst folgende vier Ortschaften (in Klammern Einwohnerzahl Stand 1. Jänner 2024):
- Morsbach (82)
- Niederbreitenbach (1221)
- Oberlangkampfen (992)
- Unterlangkampfen (1965)

### Nachbargemeinden
|                      | Thiersee                                    | Kufstein |
| Angerberg Mariastein | Kompassrose, die auf Nachbargemeinden zeigt | Schwoich |
| Angath               | Kirchbichl                                  |          |

## Geschichte
Die frühesten Besiedelungsspuren in der Gegend stammen aus der Römerzeit. Der Fund von Gräbern aus der Zeit der bajuwarischen Landnahme im Bereich der Kirche von Unterlangkampfen zeigt, dass sich hier ein zentraler Ort der bayrischen Besiedelung befand.
Die erste urkundliche Erwähnung Langkampfens geht auf die karolingische Zeit des späten 8. Jahrhunderts zurück. In einer Traditionsnotiz des Klosters Mondsee von ca. 784–799 wird dem Konvent landwirtschaftlicher Besitz „in villa nuncupante Lantchampha“ übertragen.
Im 14. Jahrhundert wurde erstmals ein Richter von Langkampfen urkundlich genannt, aber vermutlich bestand das Gericht schon früher und hat sich in Verbindung mit der Urpfarre entwickelt. Das Gericht wurde 1385 aufgehoben, die Schranne bestand jedoch als Verwaltungseinheit weiter.
1419 ließ Herzog Friedrich IV. eine Fähre über den Inn errichten und Langkampfen entwickelte sich zu einem wichtigen Stützpunkt der Innschifffahrt, wo sich zahlreiche Schopper (Schiffbauer) ansiedelten. Die Fähre bestand bis zur Errichtung der Brücke zwischen Kirchbichl und Langkampfen um 1900.

### Bevölkerungsentwicklung

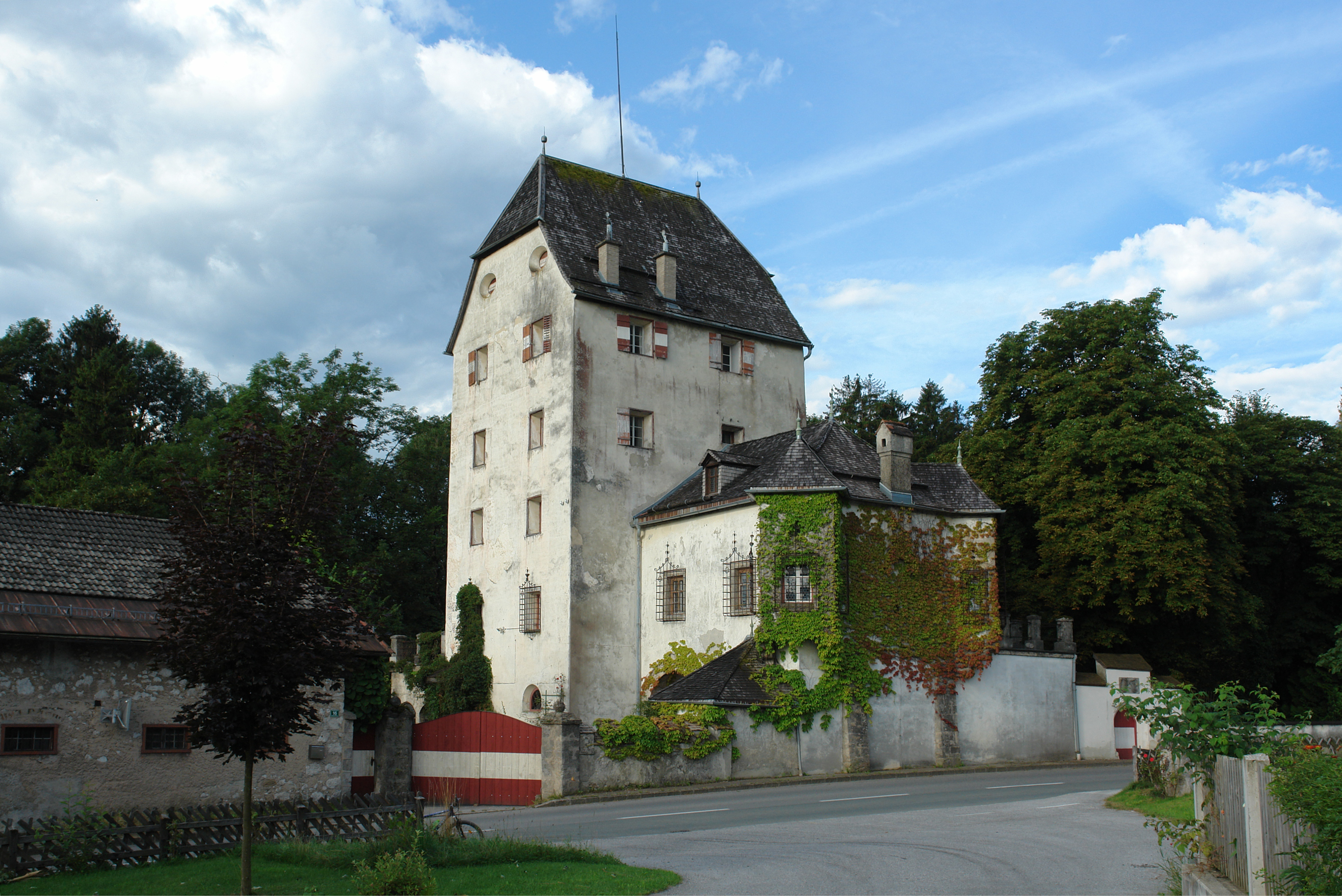
Schloss Schönwörth

| Langkampfen: Einwohnerzahlen von 1869 bis 2024      | Langkampfen: Einwohnerzahlen von 1869 bis 2024 | Langkampfen: Einwohnerzahlen von 1869 bis 2024 | Langkampfen: Einwohnerzahlen von 1869 bis 2024 | Langkampfen: Einwohnerzahlen von 1869 bis 2024 |
| --------------------------------------------------- | ---------------------------------------------- | ---------------------------------------------- | ---------------------------------------------- | ---------------------------------------------- |
| Jahr                                                |                                                |                                                |                                                | Einwohner                                      |
| 1869                                                | 1869                                           |                                                | 700                                            | 700                                            |
| 1880                                                | 1880                                           |                                                | 754                                            | 754                                            |
| 1890                                                | 1890                                           |                                                | 768                                            | 768                                            |
| 1900                                                | 1900                                           |                                                | 735                                            | 735                                            |
| 1910                                                | 1910                                           |                                                | 862                                            | 862                                            |
| 1923                                                | 1923                                           |                                                | 1.060                                          | 1.060                                          |
| 1934                                                | 1934                                           |                                                | 1.258                                          | 1.258                                          |
| 1939                                                | 1939                                           |                                                | 1.360                                          | 1.360                                          |
| 1951                                                | 1951                                           |                                                | 1.776                                          | 1.776                                          |
| 1961                                                | 1961                                           |                                                | 2.079                                          | 2.079                                          |
| 1971                                                | 1971                                           |                                                | 2.659                                          | 2.659                                          |
| 1981                                                | 1981                                           |                                                | 2.831                                          | 2.831                                          |
| 1991                                                | 1991                                           |                                                | 3.388                                          | 3.388                                          |
| 2001                                                | 2001                                           |                                                | 3.630                                          | 3.630                                          |
| 2011                                                | 2011                                           |                                                | 3.705                                          | 3.705                                          |
| 2021                                                | 2021                                           |                                                | 4.194                                          | 4.194                                          |
| 2024                                                | 2024                                           |                                                | 4.260                                          | 4.260                                          |
| Quelle(n): Statistik Austria, Gebietsstand 1.1.2021 |                                                |                                                |                                                |                                                |

## Kultur und Sehenswürdigkeiten
- Schloss Schönwörth: Das Schloss in Niederbreitenbach ist ein umgebauter Wohnturm aus dem 13. Jahrhundert.
- Katholische Pfarrkirche hl. Ursula in Unterlangkampfen
- Katholische Filialkirche hl. Georg in Oberlangkampfen
- In Oberlangkampfen an der Innschleife arbeiteten früher die Schopper (Schiffbauer) und Schifffahrer.
- Thurnerhof: Das Gebäude aus dem 14. Jahrhundert dient als Museum.

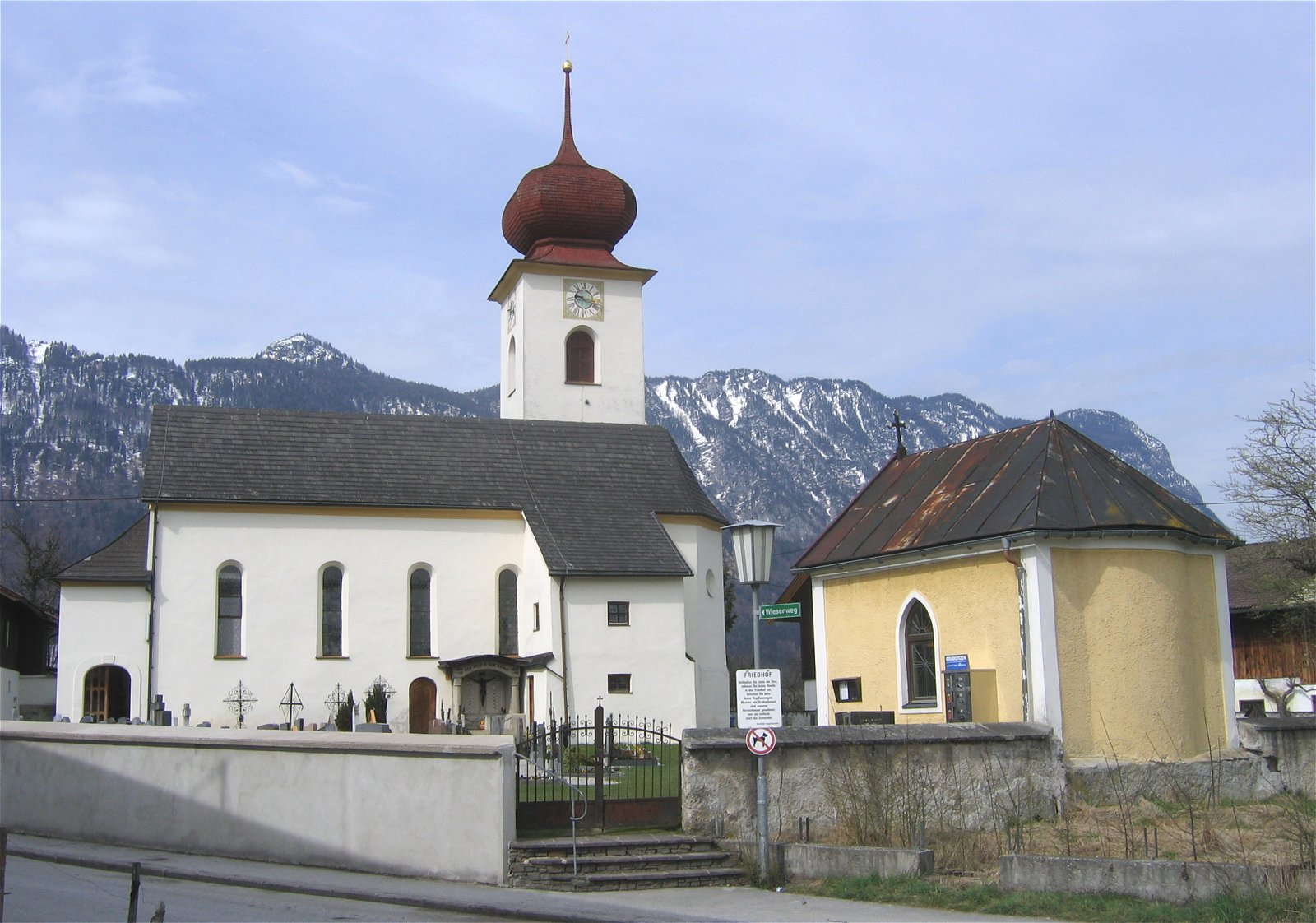
St. Georg, Oberlangkampfen
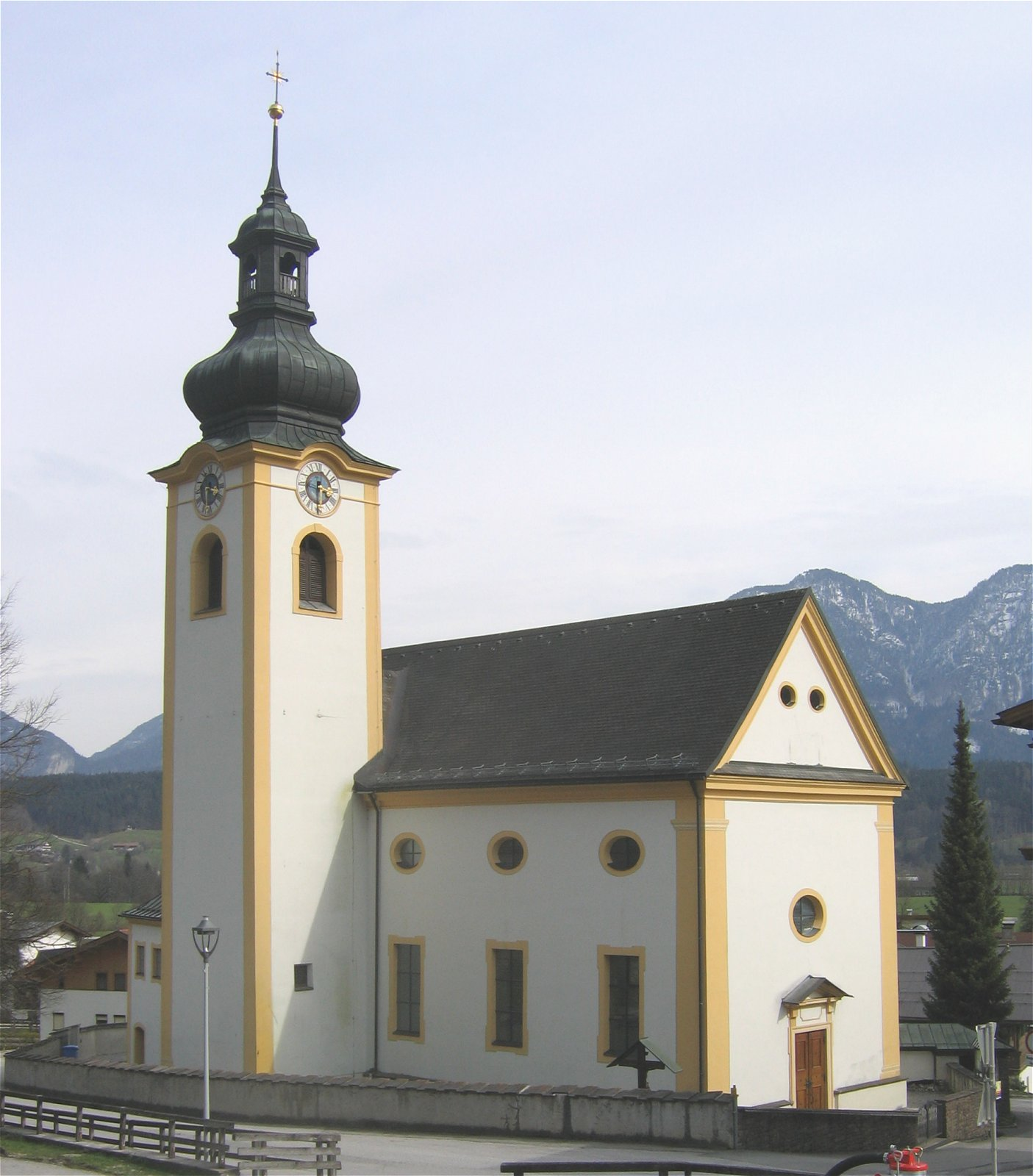
St. Ursula, Unterlangkampfen
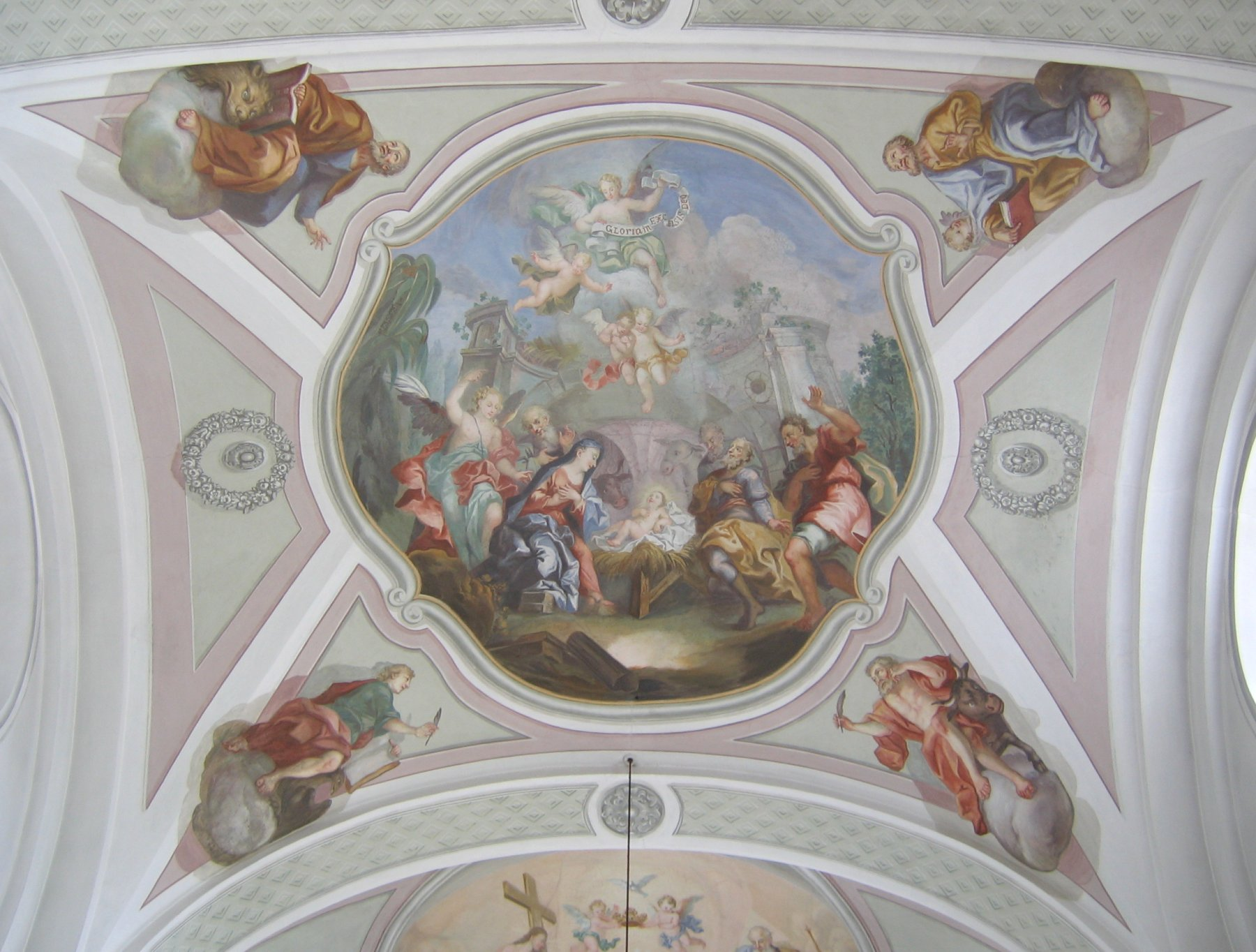
Deckenfresko in St. Ursula, Unterlangkampfen

## Wirtschaft und Infrastruktur

### Wirtschaft
- Im Ortsteil Schaftenau, nahe der gleichnamigen Bahnhaltestelle, haben sich einige Industriebetriebe angesiedelt.
- 1998 wurde von der TIWAG das Innkraftwerk Langkampfen fertiggestellt.
- Im nördlichen Teil der Gemeinde befindet sich der Flugplatz Kufstein-Langkampfen (LOIK).

Größere Produktionsbetriebe und Arbeitgeber sind:
- Coveris Flexibles Austria GmbH (frühere Britton Unterland), Verpackungsmaterial
- Heliotherm, Wärmepumpentechnik
- Kurz, Fertigteilbau
- Sandoz (Novartis), Medikamente
- SPG Prints Austria, Maschinenbau
- Stihl Tirol GmbH, Gartengeräte
- Vita+ Naturprodukte, „Verival“ Bioprodukte

Ein beliebter Badesee ist der Stimmersee.
Die Gemeinde ist Mitglied des Tourismusverbandes Kufsteinerland.

### Infrastruktur
- Eisenbahn: Durch das Gemeindegebiet verläuft die Unterinntalbahn. Am Bahnsteig Schaftenau halten alle Regionalzüge des VVT, die nach Kufstein und Innsbruck verkehren. Der Haltepunkt Lankampfen wurde 2023 aufgelassen. Zur Fertigstellung des Brenner-Nordzulaufs soll der Bahnsteig Schaftenau ebenso aufgelassen werden und eine neue Haltestelle Langkampfen-Schaftenau errichtet werden, welche sowohl von Unterlangkampfen, als auch von Schaftenau aus, leicht erreichbar sein soll.[4]
- Öffentlicher Verkehr: Durch Langkampfen und dessen Orte verkehren regelmäßig VVT Busse der Ledermair Verkehrsbetriebe:[5]
  - 4056: Kufstein – Unterlangkampfen – Niederbreitenbach – Oberlangkampfen – Kirchbichl – Wörgl
  - 4068: Kufstein – Unterlangkampfen – Niederbreitenbach – Mariastein – Angerberg – Angath – Wörgl
- Straße: Die wichtigste Straßenverbindung ist die Inntal Autobahn A12. Sowohl der Knoten Kufstein Süd als auch die Abfahrt Kirchbichl befinden sich auf Gemeindegebiet.
- Flugplatz: Der Flugplatz Kufstein-Langkampfen bietet eine 700 Meter lange Graspiste.[6]

## Politik

### Gemeinderat

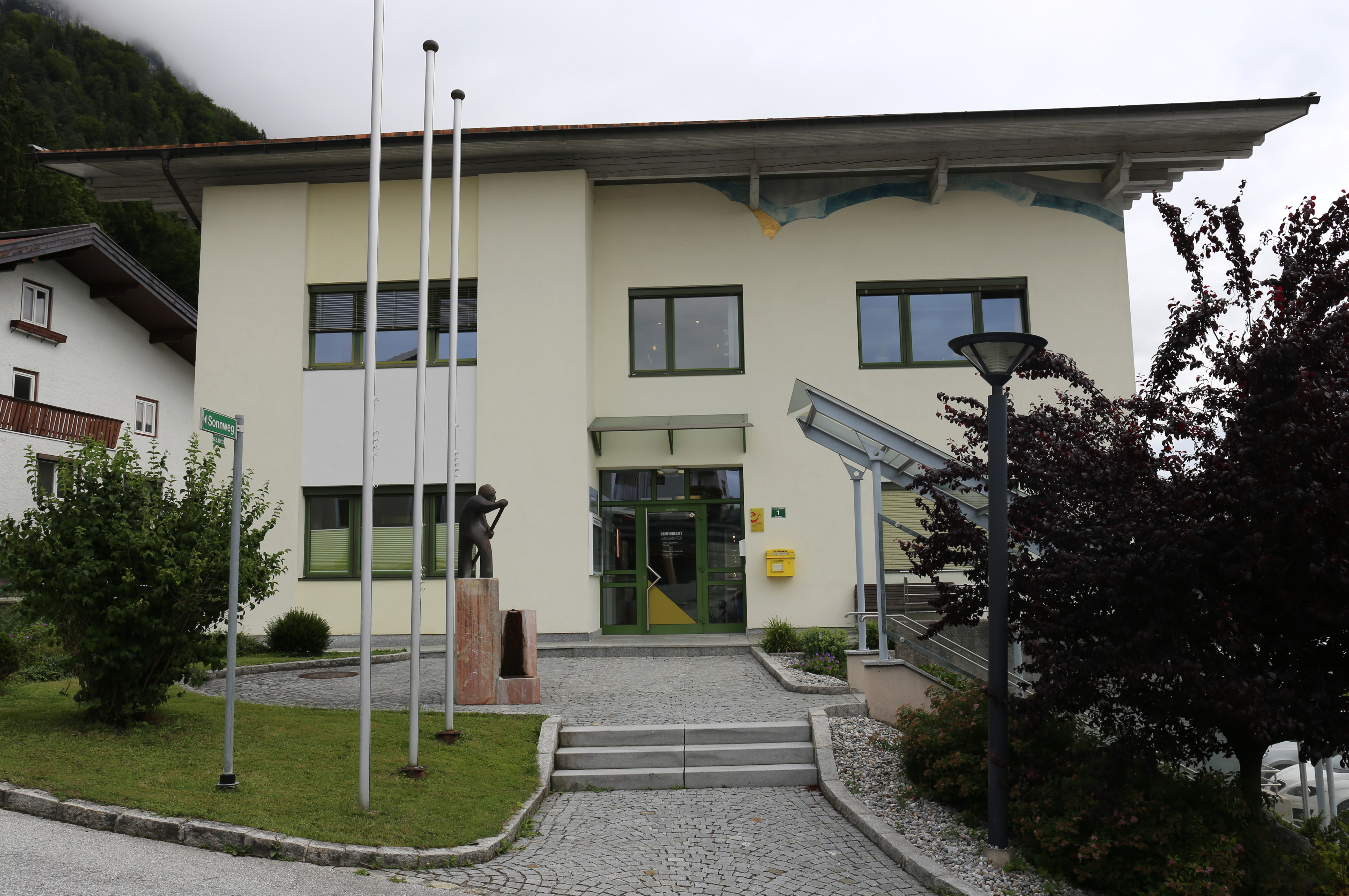
Gemeindeamt

Der Gemeinderat besteht aus 15 Mandataren.
| Partei                                                                     | 2022  | 2022    | 2016  | 2016    | 2010  | 2010    |
| Partei                                                                     | %     | Mandate | %     | Mandate | %     | Mandate |
| -------------------------------------------------------------------------- | ----- | ------- | ----- | ------- | ----- | ------- |
| Gemeinsam Für Langkampfen - Kompetenzteam Bgm. Andreas Ehrenstrasser (GFL) | 33,67 | 5       | 38,04 | 6       |       |         |
| Das Starke Team für Langkampfen (STARK)                                    | 29,76 | 5       | 12,48 | 2       | 19,02 | 3       |
| SPÖ Langkampfen & Parteifreie                                              | 22,81 | 4       | 25,22 | 4       | 34,28 | 5       |
| Menschen Freiheit Grundrechte (MFG)                                        | 10,82 | 1       |       |         |       |         |
| FPÖ Langkampfen                                                            | 2,95  | 0       | 10,57 | 1       |       |         |
| Langkampfen 2000 plus                                                      |       |         | 13,69 | 2       | 17,65 | 3       |
| Bürgermeisterliste Georg Karrer                                            |       |         |       |         | 29,05 | 4       |

### Bürgermeister
Bürgermeister seit 1863 waren:
- 1863–1869 Sebastian Mösinger, Brantlbauer
- 1869–1875 Johann Adamer, Schusterbauer
- 1875–1878 Johann Hämmerle, Tischlerbauer
- 1878–1887 Johann Moser, Waltbauer
- 1887–1896 Josef Gratt, Huberwirt
- 1896–1919 Johann Georg Mösinger, Landwirt „Kern“
- 1919–1921 Josef Lang, Landwirt „Kink“
- 1921–1929 Sebastian Wagner, Landwirt „Oberländer“
- 1929–1938 Johann Ehrenstrasser, Land- und Gastwirt „Nadler“
- 1938–1942 Karl Stropek, Elektriker
- 1942–1948 Franz Kapfinger, Landwirt „Bleibach“
- 1948–1950 Josef Pfluger, ÖBB-Beamter
- 1950–1956 Franz Gruber, Landwirt „Berndl“
- 1956–1971 Georg Spenglinger, Chemotechniker
- 1971–1974 Alois Kapfinger, Heizer
- 1974–1992 Josef Hintner, Elektromeister
- 1992–2014 Georg Karrer, Landwirt „Zeißer“
- seit 2014 Andreas Ehrenstrasser, Finanzbeamter

### Wappen
Blasonierung: In Blau ein goldenes Innschiff mit schwarzen Streifen auf der Schiffswand und zwei schräg innen stehenden Rudern.
Das 1973 verliehene Gemeindewappen zeigt das Zunftzeichen der in Langkampfen ansässigen Schopper und symbolisiert damit die historische Bedeutung der Innschifffahrt.

## Persönlichkeiten
- Georg Mösinger (1831–1878), römisch-katholischer Priester und Theologe
- Peter Adamer (1881–1961), Pastoraltheologe und Hochschullehrer